# Ceropegia damannii
Ceropegia damannii är en oleanderväxtart som beskrevs av Stopp. Ceropegia damannii ingår i släktet Ceropegia och familjen oleanderväxter. Inga underarter finns listade i Catalogue of Life.